# Josef Kessler (Maler)
Josef Kessler (* 1825 in Loschitz; † 1887 in Wien) war ein österreichischer spätromantischer Maler nazarenischer Prägung.

## Leben
Josef Kessler auch mit den Schreibungen Kesler, Keszler, Keßler, Kehsler war ein Schüler von Leopold Kupelwieser.

## Werke

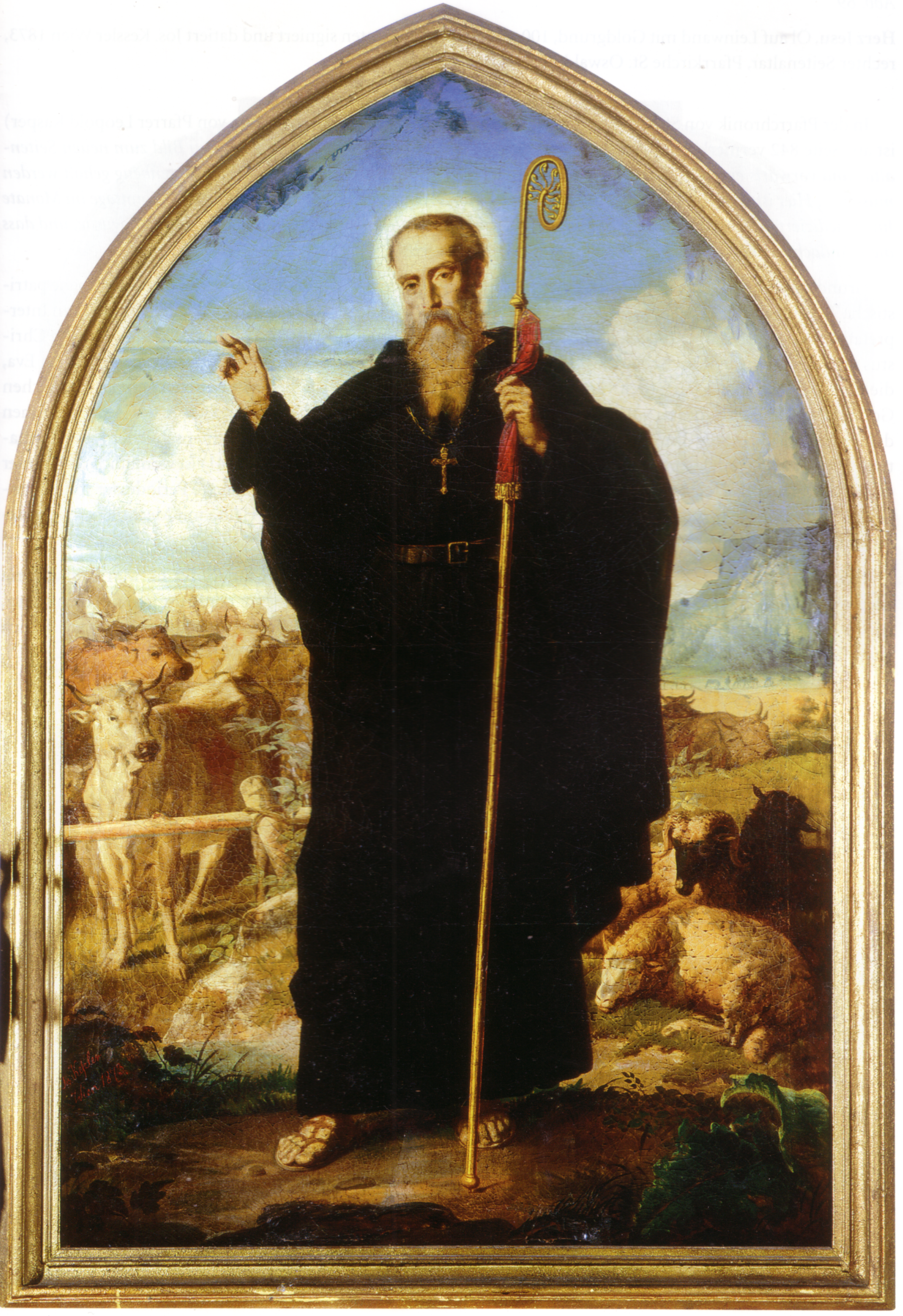
Altarbild „Hl. Leonhard“ (1871) in Gaisruck eine Ortschaft in der nö Marktgemeinde Hausleiten

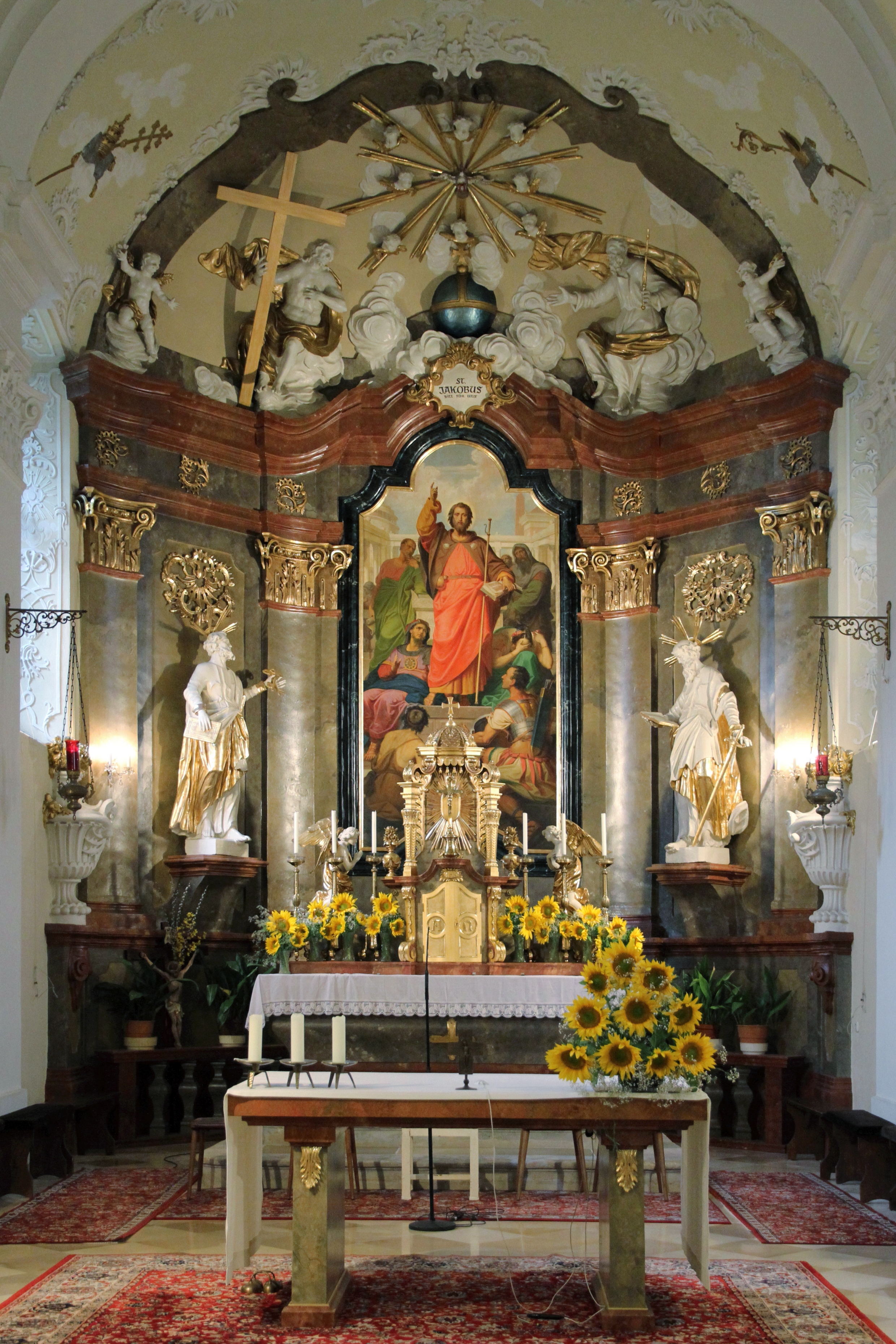
Hochaltar der Pfarrkirche Etsdorf am Kamp mit dem Altarbild „hl. Jakobus“ (1876)

Kesslers Œuvre umfasst 224 Werken mit fast ausschließlich sakraler Thematik.
- mit dem Maler Karl Geiger das Hochaltarbild hl. Jakobus der Ältere in der Pfarrkirche Bockfließ[1]
- 1858 Altarbilder Anbetung der Hirten und hl. Sebastian in der Pfarrkirche Burgschleinitz[1]
- 1867 Bild Darbringung im Tempel in der Pfarr- und Wallfahrtskirche Oberhautzental in Sierndorf[1]
- 1868 Hochaltarbild Himmelfahrt des hl. Martin in der Pfarrkirche Mühlbach am Manhartsberg[1]
- 1871 Hochaltarbild Mariä Himmelfahrt in der Pfarrkirche Niederabsdorf[1]
- 1873 Altarbild hl. Leonhard in der Ortskapelle hl. Leonhard in Gaisruck in Hausleiten[1]
- 1873 Rundbogig geschlossenes Seitenaltarbild hl. Josef mit Kind in der Pfarrkirche Krumau am Kamp[1]
- 1873 Rechtes Seitenaltarbild Herz Jesu in der Pfarrkirche St. Oswald[1]
- 1875 Hochaltarbild hl. Stephanus in der Pfarrkirche Gaubitsch[1]
- 1875 Linkes Seitenaltarbild Kreuzigung mit Maria und Johannes in der Stadtpfarrkirche hl. Stephan in Retz[1]
- 1876 Altarblatt hl. Jakobus in der Pfarrkirche Etsdorf am Kamp[1]
- 1877 Bild Kreuzigung Christi in der Pfarrkirche Hanfthal in Laa an der Thaya[1]
- 1878 Hochaltarbild Taufe Jesu in der Pfarrkirche Harbach[1]
- 1878 Bild hl. Aloysius in der Bründlkirche Zur Unbefleckten Empfängnis in Dietmanns[1]
- 1878 Teils Erneuerung am Altarbild hl. Lambert von Eduard Swoboda aus der Mitte des 19. Jahrhunderts in der Pfarrkirche Dobersberg[1]
- 1886 Seitenaltarbilder links hl. Michael und rechts Anbetung der Könige in der Schlosspfarrkirche Loosdorf in Fallbach[1]